# 民部良子
民部 良子（みんぶ りょうこ、1981年11月2日 - ）は、埼玉県出身の元女優、元タレント、元ファッションモデル。

## 来歴・人物
主に雑誌やCMで活躍している。2006年にNHK教育テレビ「スペイン語会話」に同事務所のユリエと一緒に出演。「民部ちゃん」というニックネームで通っている。最後まで生き残り、カンペオーナとなった。

## 過去の出演

### CM
- 王子製紙企業広告（スチル）
- 日本通運ペリカン便「東京ディズニーシー」篇

### テレビ
- スペイン語会話（2006年4月～2007年3月、NHK教育テレビ）- 生徒 役
- CAとお呼びっ!（2006年日本テレビ）- 桜井舞子 役

- 夢の扉 〜NEXT DOOR〜（2007年5月13日、5月20日、TBS）- ドリームナビゲーター
- 花衣夢衣（2008年4月 -、東海テレビ）- 水上淳子 役

- 「十津川警部シリーズ42～九州ひなの国殺人ルート（渡瀬恒彦版）」（2009年9月28日、TBS）- ロックシンガー・梅木史郎（川口力哉）に入れ墨を彫ってもらっていたホステス・ゆう子 役

## 雑誌（モデル）
- 「ケイコとマナブ」表紙（リクルート社）
- 「MORE」（集英社）